# Anthony Katagas
Anthony Katagas (Great Neck, 1º gennaio 1971) è un produttore cinematografico statunitense.
Ha vinto l'Oscar al miglior film nel 2014 per 12 anni schiavo.

## Biografia
Nato a Great Neck, nello stato di New York, da genitori grecoamericani, Katagas cresce e si forma ad East Williston. Una volta terminati gli studi, lavora per alcuni anni come cameriere e nell'attività di famiglia, prima di trasferirsi a Manhattan con un amico. Lì, si iscrive alla School of Continuing Education dell'Università di New York, dove studia recitazione, fotografia e sceneggiatura.
Originariamente intenzionato a diventare attore, dopo avere realizzato con un budget di 4.000 dollari il cortometraggio A Screwdriver is a Thief's Tool, presentato alla IFP Film Week del 1996, decide di intraprendere la carriera di produttore. Il suo primo lavoro da production manager è nel 1998 sul set di Hamlet 2000, diretto da Michael Almereyda. Katagas sarà poi produttore di altri film del regista, tra cui Happy Here and Now e un documentario su William Eggleston. Nel 1999 fonda la casa di produzione Keep Your Head Productions assieme a Callum Greene, con il quale viene candidato nel 2004 al Producers Award, riconosciuto dalla Film Independent «ai produttori che, nonostante risorse molto limitate, dimostrano la creatività, la tenacità e una visione necessaria al grande cinema indipendente».
Si fa conoscere come produttore di tutti i film del regista James Gray a partire da I padroni della notte del 2007. Nel 2012 Marc Butan della Plan B Entertainment, che nel 2005 lo aveva presentato a Grey, gli offre la produzione di Cogan - Killing Them Softly. La successiva collaborazione tra le due parti è nel 2013 12 anni schiavo, per cui Katagas vince diversi premi, tra cui il BAFTA e l'Oscar al miglior film.

## Filmografia
- Happy Here and Now, regia di Michael Almereyda (2002)
- This So-Called Disaster, regia di Michael Almereyda - documentario (2003)
- Second Best, regia di Eric Weber (2004)
- Homework, regia di Kevin Asher Green (2004)
- William Eggleston in the Real World, regia di Michael Almereyda - documentario (2005)
- L'imbroglio - The Hoax (The Hoax), regia di Lasse Hallström (2006) - produttore esecutivo
- Blackbird, regia di Adam Rapp (2007)
- I padroni della notte (We Own the Night), regia di James Gray (2007) - produttore esecutivo
- Davanti agli occhi (The Life Before Her Eyes), regia di Vadim Perelman (2007)
- Un marito di troppo (The Accidental Husband), regia di Griffin Dunne (2008) - produttore esecutivo
- In viaggio per il college (College Road Trip), regia di Roger Kumble (2008) - produttore esecutivo
- Two Lovers, regia di James Gray (2009)
- In viaggio per il college (College Road Trip), regia di Roger Kumble (2008) - produttore esecutivo
- Che fine hanno fatto i Morgan? (Did You Hear About the Morgans?), regia di Marc Lawrence (2009) - produttore esecutivo
- My Soul to Take - Il cacciatore di anime (My Soul to Take), regia di Wes Craven (2010)
- The Next Three Days, regia di Paul Haggis (2010) - produttore esecutivo
- Abduction - Riprenditi la tua vita (Abduction), regia di John Singleton (2011) - produttore esecutivo
- Cogan - Killing Them Softly (Killing Them Softly), regia di Andrew Dominik (2012)
- Big Wedding (The Big Wedding), regia di Justin Zackham (2013)
- C'era una volta a New York (The Immigrant), regia di James Gray (2013)
- 12 anni schiavo (Twelve Years a Slave), regia di Steve McQueen (2013)
- Cymbeline, regia di Michael Almereyda (2014)
- True Story, regia di Rupert Goold (2015)
- Affare fatto (Unfinished Business), regia di Ken Scott (2015)
- Codice 999 (Triple 9), regia di John Hillcoat (2016)
- Nerve, regia di Henry Joost e Ariel Schulman (2016)
- Civiltà perduta (The Lost City of Z), regia di James Gray (2016)
- The Silent Man (Mark Felt: The Man Who Brought Down the White House), regia di Peter Landesman (2017)
- Ad Astra, regia di James Gray (2019)
- Diamanti grezzi (Uncut Gems), regia di Josh e Benny Safdie (2019) - produttore esecutivo
- What Is Life Worth, regia di Sara Colangelo (2020)
- Il processo ai Chicago 7 (The Trial of the Chicago 7), regia di Aaron Sorkin (2020) - produttore esecutivo
- La donna alla finestra (The Woman in the Window), regia di Joe Wright (2021)
- Acque profonde (Deep Water), regia di Adrian Lyne (2022)
- Amsterdam, regia di David O. Russell (2022)
- Armageddon Time - Il tempo dell'apocalisse (Armageddon Time), regia di James Gray (2022)
- Marty Supreme, regia di Josh Safdie (2025)

## Riconoscimenti
- Premi Oscar
  - 2014 – Miglior film per 12 anni schiavo
- Premi BAFTA
  - 2014 – Miglior film per 12 anni schiavo
- AACTA Awards
  - 2014 – Candidatura al miglior film internazionale per 12 anni schiavo
- Independent Spirit Awards
  - 2004 – Candidatura al Producers Award per Happy Here and Now e Homework
  - 2014 – Miglior film per 12 anni schiavo
- Gotham Independent Film Awards
  - 2005 – Candidatura al miglior documentario per William Eggleston in the Real World
  - 2013 – Candidatura al miglior film per 12 anni schiavo
  - 2013 – Candidatura al premio del pubblico per 12 anni schiavo
- PGA Awards
  - 2014 – Miglior produttore di un lungometraggio cinematografico per 12 anni schiavo